# België op het Europees kampioenschap voetbal 2016
België was een van de deelnemende landen aan het Europees kampioenschap voetbal 2016 in Frankrijk. Het was de vijfde deelname voor het land. Marc Wilmots nam voor het eerst als bondscoach deel aan het EK voetbal. Als speler was hij er bij in 2000. België strandde in de kwartfinales, waarin het verloor van Wales.

## Kwalificatie

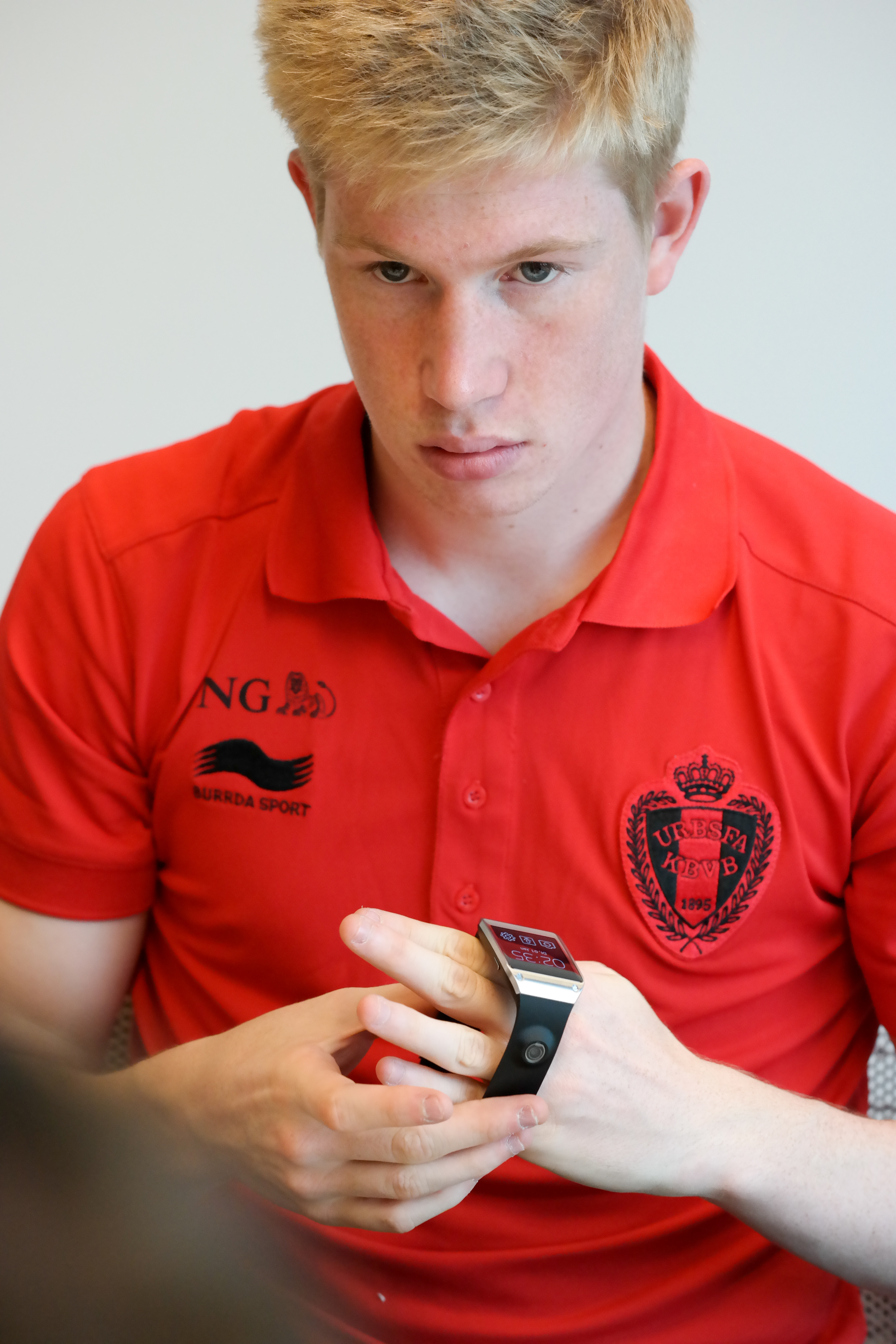
Kevin De Bruyne was tijdens de kwalificatiecampagne goed voor vijf doelpunten en drie assists.

België begon op 10 oktober 2014 in groep B aan de kwalificatie voor het Europees kampioenschap. In het eerste duel werd er met 6-0 gewonnen van Andorra. Zowel Kevin De Bruyne als Dries Mertens scoorde twee keer.
Drie dagen later volgde en uitwedstrijd tegen Bosnië en Herzegovina. De Bosnische spits Edin Džeko opende na iets minder dan een half uur de score. In de tweede helft bracht Radja Nainggolan de score opnieuw in evenwicht via een afstandsschot. Doelman Asmir Begović ging bij het Belgische doelpunt niet vrijuit.
Op 16 november speelde België in het Koning Boudewijnstadion tegen Wales. In de eerste helft waren Nacer Chadli en Nicolas Lombaerts dicht bij een doelpunt, maar het duel eindigde in een scoreloos gelijkspel. Door het tweede gelijkspel op rij zakten de Rode Duivels naar de vierde plaats in hun groep.
Op 28 maart 2015 liet het team van bondscoach Marc Wilmots geen steek vallen tegen Cyprus. Het werd 5-0 na onder meer twee goals van Marouane Fellaini. Yannick Carrasco en Michy Batshuayi debuteerden voor hun land. Batshuayi scoorde enkele minuten na zijn invalbeurt zijn eerste interlanddoelpunt. Vervolgens reisde België naar Jeruzalem, waar drie dagen later de kwalificatiewedstrijd tegen Israël op het programma stond. De Rode Duivels kwamen na negen minuten op voorsprong via Fellaini, maar maakten het zichzelf nadien moeilijk door niet uit te lopen. Aanvoerder Vincent Kompany kreeg na iets meer dan een uur zijn tweede gele kaart van de wedstrijd. Door de uitsluiting van de verdediger maakte Jason Denayer zijn debuut voor België. De nipte zege, de domme uitsluiting van Kompany en het ondermaats presteren van onder meer Eden Hazard zorgde na afloop voor veel kritiek.
Op 12 juni 2015 volgde de uitwedstrijd tegen Wales. De Rode Duivels stootten in Cardiff op een gemotiveerd Wales en voldeden zelf opnieuw niet aan de verwachtingen. Wales won met het kleinste verschil na een doelpunt van Gareth Bale in de 25e minuut. De Welshman strafte een slechte terugspeelbal van Nainggolan af. Doordat ook Israël die avond verloor, bleef België op de tweede plaats in groep B.
Op 3 september 2015 stond een confrontatie met Bosnië en Herzegovina op het programma. Het waren de bezoekers die na vijftien minuten op voorsprong kwamen. Džeko kopte een voorzet binnen. Nog voor de rust bogen de Rode Duivels de achterstand om in een voorsprong. Eerste kopte Fellaini een hoekschop binnen en net voor de rust trof De Bruyne doel met een afstandsschot. Na de pauze zette Hazard een strafschop om, waardoor België zeker was van de drie punten.
De euforie na de belangrijke zege verdween drie dagen later. Tijdens de pauze van Cyprus-België haalde Wilmots spits Christian Benteke naar de kant, maar achteraf verklaarde de bondscoach dat hij "wel 7 à 8 spelers had kunnen vervangen". Ook na de rust konden de Duivels geen vuist maken. In de 86e minuut verloste Hazard zijn ploeg door een assist van Dries Mertens in een keer binnen te schieten. Na afloop kwam er, ondanks verzachtende omstandigheden als de slechte grasmat en hitte, kritiek op het spel van de Rode Duivels.
Op 10 oktober 2015, precies een jaar na het begin van de kwalificatiecampagne, verzekerde België zich van een plaats op het EK 2016. Op het kunstgrasveld van Andorra wonnen de Rode Duivels met 1-4. Wilmots liet in het duel Jordan Lukaku, Laurent Depoitre en Luis Pedro Cavanda debuteren. België kwam op voorsprong via een afgeweken afstandsschot van Nainggolan en een vrije trap van De Bruyne. Na de pauze gaf Jan Vertonghen een strafschop weg, maar de Belgen vergrootten niet veel later de voorsprong via een strafschop van Hazard (die later ook nog een penalty miste) en het eerste doelpunt van Depoitre. Doordat Wales diezelfde avond verloor, was België niet alleen zeker van kwalificatie, maar werd het ook leiders groep B. Enkele dagen later won België thuis met 3-1 van Israël. Door de zege werd België eerste op de FIFA-wereldranglijst.

### Kwalificatieduels
|                                                  |                                                                 |       |         |                                                                                                |
| 10 oktober 2014 «onderlinge duels» 20:45 (UTC+2) | België                                                          | 6 – 0 | Andorra | Koning Boudewijnstadion, Brussel Toeschouwers: 45.459 Scheidsrechter: Sergiej Bojko (Oekraïne) |
| 10 oktober 2014 «onderlinge duels» 20:45 (UTC+2) | De Bruyne 31' (pen.), 34' Chadli 37' Origi 59' Mertens 65', 68' |       |         | Koning Boudewijnstadion, Brussel Toeschouwers: 45.459 Scheidsrechter: Sergiej Bojko (Oekraïne) |

|                                                  |                       |       |                |                                                                               |
| 13 oktober 2014 «onderlinge duels» 20:45 (UTC+2) | Bosnië en Herzegovina | 1 – 1 | België         | Bilino Polje, Zenica Toeschouwers: 12.070 Scheidsrechter: Luca Banti (Italië) |
| 13 oktober 2014 «onderlinge duels» 20:45 (UTC+2) | Džeko 28'             |       | 51' Nainggolan | Bilino Polje, Zenica Toeschouwers: 12.070 Scheidsrechter: Luca Banti (Italië) |

|                                                   |        |       |       |                                                                                                 |
| 16 november 2014 «onderlinge duels» 18:00 (UTC+1) | België | 0 – 0 | Wales | Koning Boudewijnstadion, Brussel Toeschouwers: 41.535 Scheidsrechter: Pavel Královec (Tsjechië) |
| 16 november 2014 «onderlinge duels» 18:00 (UTC+1) |        |       |       | Koning Boudewijnstadion, Brussel Toeschouwers: 41.535 Scheidsrechter: Pavel Královec (Tsjechië) |

|                                                |                                                           |       |        |                                                                                                 |
| 28 maart 2015 «onderlinge duels» 20:45 (UTC+1) | België                                                    | 5 – 0 | Cyprus | Koning Boudewijnstadion, Brussel Toeschouwers: 45.213 Scheidsrechter: Ovidiu Haţegan (Roemenië) |
| 28 maart 2015 «onderlinge duels» 20:45 (UTC+1) | Fellaini 21', 66' Benteke 35' E. Hazard 67' Batshuayi 80' |       |        | Koning Boudewijnstadion, Brussel Toeschouwers: 45.213 Scheidsrechter: Ovidiu Haţegan (Roemenië) |

|                                                |        |             |        |                                                                                          |
| 31 maart 2015 «onderlinge duels» 20:45 (UTC+2) | Israël | 0 – 1       | België | Teddystadion, Jeruzalem Toeschouwers: 29.750 Scheidsrechter: Mark Clattenburg (Engeland) |
| 31 maart 2015 «onderlinge duels» 20:45 (UTC+2) |        | 9' Fellaini |        | Teddystadion, Jeruzalem Toeschouwers: 29.750 Scheidsrechter: Mark Clattenburg (Engeland) |

|                                               |          |       |        |                                                                                            |
| 12 juni 2015 «onderlinge duels» 20:45 (UTC+2) | Wales    | 1 – 0 | België | Cardiff City Stadium, Cardiff Toeschouwers: 33.280 Scheidsrechter: Felix Brych (Duitsland) |
| 12 juni 2015 «onderlinge duels» 20:45 (UTC+2) | Bale 25' |       |        | Cardiff City Stadium, Cardiff Toeschouwers: 33.280 Scheidsrechter: Felix Brych (Duitsland) |

|                                                   |                                                 |       |                       |                                                                                              |
| 3 september 2015 «onderlinge duels» 20:45 (UTC+2) | België                                          | 3 – 1 | Bosnië en Herzegovina | Koning Boudewijnstadion, Brussel Toeschouwers: 42.975 Scheidsrechter: Jorge Sousa (Portugal) |
| 3 september 2015 «onderlinge duels» 20:45 (UTC+2) | Fellaini 23' De Bruyne 43' E. Hazard 78' (pen.) |       | 15' Džeko             | Koning Boudewijnstadion, Brussel Toeschouwers: 42.975 Scheidsrechter: Jorge Sousa (Portugal) |

|                                                   |        |               |        |                                                                                              |
| 6 september 2015 «onderlinge duels» 20:45 (UTC+2) | Cyprus | 0 – 1         | België | New GSP Stadium, Nicosia Toeschouwers: 42.975 Scheidsrechter: Vladislav Bezborodov (Rusland) |
| 6 september 2015 «onderlinge duels» 20:45 (UTC+2) |        | 86' E. Hazard |        | New GSP Stadium, Nicosia Toeschouwers: 42.975 Scheidsrechter: Vladislav Bezborodov (Rusland) |

|                                                  |                    |       |                                                                |                                                                                         |
| 10 oktober 2015 «onderlinge duels» 20:45 (UTC+2) | Andorra            | 1 – 4 | België                                                         | Estadi Nacional, Andorra la Vella Toeschouwers: 3.032 Scheidsrechter: Paweł Gil (Polen) |
| 10 oktober 2015 «onderlinge duels» 20:45 (UTC+2) | I. Lima 51' (pen.) |       | 19' Nainggolan 42' De Bruyne 56' (pen.) E. Hazard 64' Depoitre | Estadi Nacional, Andorra la Vella Toeschouwers: 3.032 Scheidsrechter: Paweł Gil (Polen) |

|                                                  |                                         |       |           | |
| 13 oktober 2015 «onderlinge duels» 20:45 (UTC+2) | België                                  | 3 – 1 | Israël    | Koning Boudewijnstadion, Brussel Toeschouwers: 39.773 Scheidsrechter: Anastasios Sidiropoulos (Griekenland) |
| 13 oktober 2015 «onderlinge duels» 20:45 (UTC+2) | Mertens 64' De Bruyne 78' E. Hazard 84' |       | 88' Hemed | Koning Boudewijnstadion, Brussel Toeschouwers: 39.773 Scheidsrechter: Anastasios Sidiropoulos (Griekenland) |

### Stand groep B
| Nr. | Land                  | GW | W | G | V  | DV | DT | DS  | Ptn |
| --- | --------------------- | -- | - | - | -- | -- | -- | --- | --- |
| 1   | België                | 10 | 7 | 2 | 1  | 24 | 5  | +19 | 23  |
| 2   | Wales                 | 10 | 6 | 3 | 1  | 11 | 4  | +7  | 21  |
| 3   | Bosnië en Herzegovina | 10 | 5 | 2 | 3  | 17 | 12 | +5  | 17  |
| 4   | Israël                | 10 | 4 | 1 | 5  | 16 | 14 | +2  | 13  |
| 5   | Cyprus                | 10 | 4 | 0 | 6  | 16 | 17 | -1  | 12  |
| 6   | Andorra               | 10 | 0 | 0 | 10 | 4  | 36 | -32 | 0   |

### Selectie en statistieken

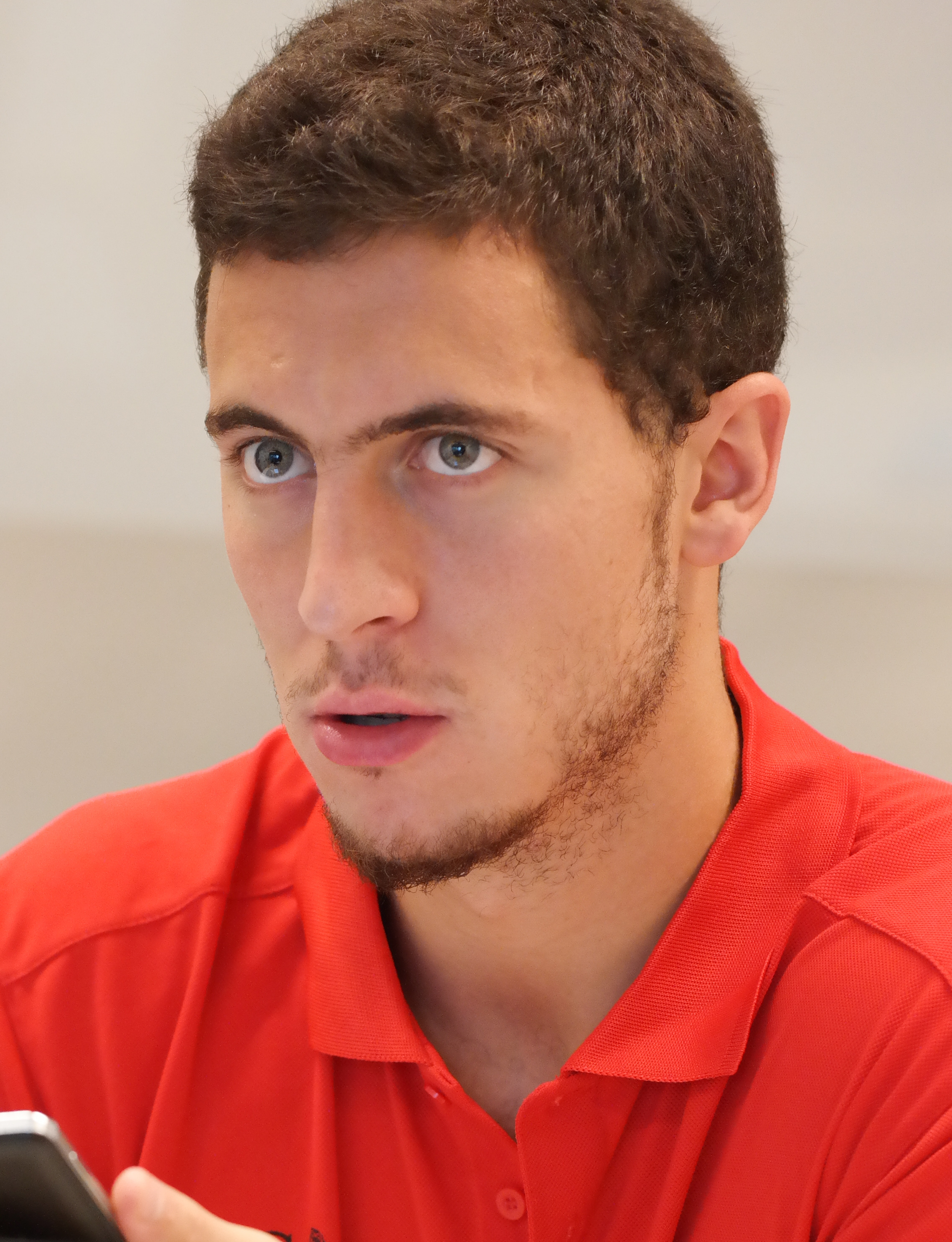
Eden Hazard had met vijf doelpunten een groot aandeel in de kwalificatie van België.

Bondscoach Marc Wilmots maakte tijdens de kwalificatiecampagne gebruik van 29 spelers.
| Naam                 | GW |   | AS |   |   |   |   |   |
| -------------------- | -- | - | -- | - | - | - | - | - |
| Kevin De Bruyne      | 10 | 5 | 3  | 1 | 0 | 0 | 0 | 1 |
| Toby Alderweireld    | 10 | 0 | 2  | 1 | 0 | 0 | 0 | 1 |
| Jan Vertonghen       | 10 | 0 | 1  | 2 | 0 | 0 | 0 | 0 |
| Eden Hazard          | 9  | 5 | 1  | 0 | 0 | 0 | 0 | 3 |
| Dries Mertens        | 9  | 3 | 3  | 0 | 0 | 0 | 5 | 3 |
| Radja Nainggolan     | 9  | 2 | 1  | 0 | 0 | 0 | 0 | 1 |
| Thibaut Courtois     | 8  | 0 | 0  | 0 | 0 | 0 | 0 | 0 |
| Marouane Fellaini    | 8  | 4 | 0  | 0 | 0 | 0 | 2 | 3 |
| Axel Witsel          | 8  | 0 | 2  | 0 | 0 | 0 | 1 | 0 |
| Divock Origi         | 7  | 1 | 1  | 0 | 0 | 0 | 4 | 2 |
| Vincent Kompany      | 7  | 0 | 0  | 3 | 1 | 0 | 0 | 2 |
| Nicolas Lombaerts    | 7  | 0 | 0  | 2 | 0 | 0 | 0 | 0 |
| Christian Benteke    | 5  | 1 | 0  | 0 | 0 | 0 | 1 | 3 |
| Romelu Lukaku        | 5  | 0 | 0  | 0 | 0 | 0 | 2 | 3 |
| Nacer Chadli         | 4  | 1 | 0  | 0 | 0 | 0 | 2 | 2 |
| Steven Defour        | 2  | 0 | 1  | 0 | 0 | 0 | 0 | 1 |
| Yannick Carrasco *   | 2  | 0 | 0  | 0 | 0 | 0 | 2 | 0 |
| Jason Denayer *      | 2  | 0 | 0  | 0 | 0 | 0 | 1 | 0 |
| Simon Mignolet       | 2  | 0 | 0  | 0 | 0 | 0 | 0 | 0 |
| Thomas Vermaelen     | 2  | 0 | 0  | 0 | 0 | 0 | 0 | 0 |
| Thomas Meunier       | 2  | 0 | 0  | 0 | 0 | 0 | 1 | 1 |
| Sébastien Pocognoli  | 1  | 0 | 0  | 0 | 0 | 0 | 1 | 0 |
| Anthony Vanden Borre | 1  | 0 | 0  | 0 | 0 | 0 | 0 | 0 |
| Adnan Januzaj        | 1  | 0 | 0  | 0 | 0 | 0 | 1 | 0 |
| Michy Batshuayi *    | 1  | 1 | 0  | 0 | 0 | 0 | 1 | 0 |
| Jordan Lukaku *      | 1  | 0 | 1  | 1 | 0 | 0 | 0 | 0 |
| Laurent Depoitre *   | 1  | 1 | 0  | 1 | 0 | 0 | 0 | 0 |
| Zakaria Bakkali      | 1  | 0 | 0  | 0 | 0 | 0 | 1 | 0 |
| Luis Pedro Cavanda * | 1  | 0 | 0  | 0 | 0 | 0 | 1 | 0 |

*  Spelers die tijdens een kwalificatiewedstrijd voor het EK 2016 hun debuut maakten voor België.

## EK-voorbereiding

### Wedstrijden
|                                                   |                                            |       |             |                                                                                                |
| 13 november 2015 «onderlinge duels» 20:45 (UTC+1) | België                                     | 3 – 1 | Italië      | Koning Boudewijnstadion, Brussel Toeschouwers: 43.749 Scheidsrechter: Szymon Marciniak (Polen) |
| 13 november 2015 «onderlinge duels» 20:45 (UTC+1) | Vertonghen 13' De Bruyne 74' Batshuayi 82' |       | 3' Candreva | Koning Boudewijnstadion, Brussel Toeschouwers: 43.749 Scheidsrechter: Szymon Marciniak (Polen) |

|                                                |                      |       |               | |
| 29 maart 2016 «onderlinge duels» 20:45 (UTC+2) | Portugal             | 2 – 1 | België        | Estádio Dr. Magalhães Pessoa, Leiria Toeschouwers: 20.157 Scheidsrechter: Stephan Klossner (Zwitserland) |
| 29 maart 2016 «onderlinge duels» 20:45 (UTC+2) | Nani 20' Ronaldo 40' |       | 62' R. Lukaku | Estádio Dr. Magalhães Pessoa, Leiria Toeschouwers: 20.157 Scheidsrechter: Stephan Klossner (Zwitserland) |

|                                              |              |       |                             |                                                                                       |
| 28 mei 2016 «onderlinge duels» 16:15 (UTC+2) | Zwitserland  | 1 – 2 | België                      | Stade de Genève, Genève Toeschouwers: 20.000 Scheidsrechter: Paolo Mazzoleni (Italië) |
| 28 mei 2016 «onderlinge duels» 16:15 (UTC+2) | Džemaili 31' |       | 34' R. Lukaku 83' De Bruyne | Stade de Genève, Genève Toeschouwers: 20.000 Scheidsrechter: Paolo Mazzoleni (Italië) |

|                                              |               |       |                |                                                                                              |
| 1 juni 2016 «onderlinge duels» 20:45 (UTC+2) | België        | 1 – 1 | Finland        | Koning Boudewijnstadion, Brussel Toeschouwers: 35.000 Scheidsrechter: Hugo Miguel (Portugal) |
| 1 juni 2016 «onderlinge duels» 20:45 (UTC+2) | R. Lukaku 89' |       | 53' Hämäläinen | Koning Boudewijnstadion, Brussel Toeschouwers: 35.000 Scheidsrechter: Hugo Miguel (Portugal) |

|                                              |                                      |       |                          |                                                                                                  |
| 5 juni 2016 «onderlinge duels» 18:00 (UTC+2) | België                               | 3 – 2 | Noorwegen                | Koning Boudewijnstadion, Brussel Toeschouwers: 42.196 Scheidsrechter: Tobias Stieler (Duitsland) |
| 5 juni 2016 «onderlinge duels» 18:00 (UTC+2) | R. Lukaku 3' E. Hazard 70' Ciman 73' |       | 21' King 48' Ve. Berisha | Koning Boudewijnstadion, Brussel Toeschouwers: 42.196 Scheidsrechter: Tobias Stieler (Duitsland) |

## Het Europees kampioenschap
De loting vond op 12 december 2015 plaats in Parijs. België werd ondergebracht in groep E, samen met Italië, Zweden en Ierland. Op voorhand berekende een wiskundig model dat een land via groep E het minste kans maakt om de finale te bereiken. Groep E werd na de loting dan ook omschreven als de "poule des doods". Bondscoach Marc Wilmots riep op 24 mei 2016 een voorselectie van 24 spelers op. Daarin was geen plaats voor aanvoerder Vincent Kompany, die geblesseerd moest afhaken. Als een gevolg werd Eden Hazard gepromoveerd tot aanvoerder. Door de blessures van Björn Engels, Nicolas Lombaerts en Dedryck Boyata werden later nog verdedigers Laurent Ciman en Christian Kabasele aan de selectie toegevoegd.
België verloor haar eerste groepsduel met 0-2 van Italië. De Italianen kwamen op 0-1 nadat Emanuele Giaccherini de bal op links kreeg aangespeeld van Leonardo Bonucci en die vervolgens in de verre hoek schoot. Graziano Pellè zette in de blessuretijd de eindstand op het bord door een voorzet van Antonio Candreva met een volley in het doel te schieten. België herstelde zich in de tweede groepswedstrijd met een 3-0-overwinning op Ierland. Romelu Lukaku leidde in het begin van de tweede helft de eerste treffer in door tijdens een uitbraak Kevin De Bruyne ter hoogte van de middenlijn aan te spelen. Die speelde James McCarthy uit en legde na een dribbel over rechts terug op de meegelopen Lukaku. De Belgische spits schoot de bal vervolgens vanaf de rand van het strafschopgebied in de linkerbenedenhoek. Ruim tien minuten later gaf Thomas Meunier vanaf rechts een voorzet waaruit Axel Witsel ter hoogte van de strafschopstip de 2-0 inkopte. Weer een kleine tien minuten later ontfutselde Meunier op zijn eigen achterlijn invaller James McClean de bal. Hij stuurde daarna Hazard weg, die een tackle van Ciaran Clark ontweek en na een sprint de bal naar Lukaku speelde. Die maakte oog in oog met doelman Darren Randolph zijn tweede van de middag. België won ook haar laatste groepsduel: 0-1 tegen Zweden. Radja Nainggolan maakte in de 84e minuut het enige doelpunt. Hij haalde op aangeven van Hazard vanaf de rand van het strafschopgebied uit, waarna de bal via het been van Erkan Zengin voorbij doelman Andreas Isaksson de linkerhoek invloog. De Belgen eindigden met zes punten op basis van het onderling resultaat achter Italië en plaatsten zich zo als nummer twee in de groep voor de achtste finales.
De Belgen namen het in hun achtste finale op tegen Hongarije, de winnaar van groep F. Daarbij kwamen ze in de tiende minuut met 0-1 voor. De Bruyne schoot een vrije trap vanaf links hoog voor het doel, Toby Alderweireld kopte in. België verdubbelde de score in de 78e minuut. Balázs Dzsudzsák kopte een corner van De Bruyne van rechts het strafschopgebied uit, waardoor die voor de voeten van Hazard viel. Hij speelde zichzelf vrij aan de linkerkant en gaf vervolgens een lage voorzet voor het doel. Invaller Michy Batshuayi tikte de bal daarna vanaf de rand van het doelgebied rechts langs doelman Gábor Király. Een dikke minuut later maakte Hazard zelf 0-3. Na een aanval van de Hongaren zette België een counter op. De eveneens ingevallen Yannick Carrasco speelde De Bruyne aan, die Hazard over de linkerkant van het veld wegstuurde. Die negeerde deze keer zijn meegelopen teamgenoten en sneed naar binnen, waarna hij de bal vanaf de rand van het strafschopgebied in de rechterbenedenhoek schoot. België maakte in de blessuretijd nog een vierde doelpunt. De Hongaar Ádám Nagy speelde op het middenveld per ongeluk Witsel aan, die de bal direct naar voren naar Nainggolan schoot. Hij gaf een steekpass tussen verdedigers Ádám Lang en Richárd Guzmics door en zette daarmee Carrasco op links alleen voor doelman Király. Hij schoot in de korte hoek raak: 0-4. België ging door naar de kwartfinales.
België speelde in haar kwartfinale tegen Wales, dat de laatste acht bereikte ten koste van Noord-Ierland. De Belgen maakten in de dertiende minuut 0-1. Nadat Hazard, Witsel en Nainggolan de bal een aantal keer naar elkaar schoven op enige afstand van het Welshe strafschopgebied, legde Nainggolan aan voor een schot van ± 25 meter afstand. Daarmee passeerde hij zowel een groep medespelers en tegenstanders als doelman Wayne Hennessey, in de linkerbovenhoek. Net na het halfuur maakte Wales gelijk. Aaron Ramsey bracht een hoekschop van rechts hoog voor het Belgische doel, waarna Ashley Williams vanaf de rand van het doelgebied in de korte hoek kopte. De Welshmen kwamen tien minuten na rust ook op 2-1. Gareth Bale stuurde met een pass vanaf de middenlijn Ramsey weg op rechts, die vervolgens Hal Robson-Kanu aanspeelde ter hoogte van de strafschopstip. Hij nam de bal aan, draaide in één beweging tussen Meunier en Marouane Fellaini door en werkte vervolgens vrij voor Thibaut Courtois af in de linkerhoek. Een paar minuten voor tijd kwam de eindstand op het bord: 3-1. Chris Gunter verstuurde een voorzet vanaf rechts voor het Belgische doel, waarna invaller Sam Vokes die ter hoogte van de eerste paal in de verre hoek kopte. Daarmee zat het toernooi er voor de Belgen op.

### Uitrustingen
| Thuis | Uit | Alternatief | Doelman | Doelman | Doelman |

### Technische staf
|                 |                      |
| Functie         | Naam                 |
| Bondscoach      | Marc Wilmots (foto)  |
| Assistent-coach | Vital Borkelmans     |
| Keeperstrainer  | Erwin Lemmens        |
| Fitness coach   | Mario Innaurato      |
| Analist         | Herman De Landtsheer |
| Dokter          | Kris Van Crombrugge  |
| Fysiotherapeut  | Geert Neirynck       |
| Fysiotherapeut  | Bernard Vandevelde   |

### Selectie en statistieken
| Nr. | Naam                 | Geboortedatum | GW |   |   |   |   |   |   | Club                  | Positie(s) |
| --- | -------------------- | ------------- | -- | - | - | - | - | - | - | --------------------- | ---------- |
| 1   | Thibaut Courtois     | 11-05-1992    | 5  | 0 | 0 | 0 | 0 | 0 | 0 | Chelsea FC            | GK         |
| 2   | Toby Alderweireld    | 02-03-1989    | 5  | 1 | 1 | 0 | 0 | 0 | 0 | Tottenham Hotspur     | RB, CB     |
| 3   | Thomas Vermaelen     | 14-11-1985    | 4  | 0 | 2 | 0 | 0 | 0 | 0 | FC Barcelona          | CB, LB     |
| 4   | Radja Nainggolan     | 04-05-1988    | 5  | 2 | 0 | 0 | 0 | 1 | 1 | AS Roma               | DM, CM     |
| 5   | Jan Vertonghen       | 24-04-1987    | 4  | 0 | 1 | 0 | 0 | 0 | 0 | Tottenham Hotspur     | LB, CB     |
| 6   | Axel Witsel          | 12-01-1989    | 5  | 1 | 1 | 0 | 0 | 0 | 0 | Zenit Sint-Petersburg | DM         |
| 7   | Kevin De Bruyne      | 28-06-1991    | 5  | 0 | 0 | 0 | 0 | 0 | 0 | Manchester City       | RW, AM     |
| 8   | Marouane Fellaini    | 22-11-1987    | 3  | 0 | 2 | 0 | 0 | 2 | 0 | Manchester United     | AM, CM     |
| 9   | Romelu Lukaku        | 13-05-1993    | 5  | 2 | 0 | 0 | 0 | 0 | 5 | Everton FC            | CF         |
| 10  | Eden Hazard          | 07-01-1991    | 5  | 1 | 0 | 0 | 0 | 0 | 2 | Chelsea FC            | LW, AM     |
| 11  | Yannick Carrasco     | 04-09-1993    | 5  | 1 | 0 | 0 | 0 | 2 | 3 | Atlético Madrid       | LW, AM     |
| 12  | Simon Mignolet       | 06-03-1988    | 0  | 0 | 0 | 0 | 0 | 0 | 0 | Liverpool FC          | GK         |
| 13  | Jean-François Gillet | 31-05-1979    | 0  | 0 | 0 | 0 | 0 | 0 | 0 | KV Mechelen           | GK         |
| 14  | Dries Mertens        | 06-05-1987    | 5  | 0 | 0 | 0 | 0 | 4 | 1 | SSC Napoli            | LW, RW     |
| 15  | Jason Denayer        | 28-06-1995    | 1  | 0 | 0 | 0 | 0 | 0 | 0 | Galatasaray           | CB, RB     |
| 16  | Thomas Meunier       | 12-09-1991    | 4  | 0 | 1 | 0 | 0 | 0 | 0 | Club Brugge           | RB         |
| 17  | Divock Origi         | 18-04-1995    | 2  | 0 | 0 | 0 | 0 | 2 | 0 | Liverpool FC          | CF, LW     |
| 18  | Christian Kabasele   | 24-02-1991    | 0  | 0 | 0 | 0 | 0 | 0 | 0 | KRC Genk              | CB         |
| 19  | Mousa Dembélé        | 16-07-1987    | 1  | 0 | 0 | 0 | 0 | 0 | 1 | Tottenham Hotspur     | CM, DM, AM |
| 20  | Christian Benteke    | 03-12-1990    | 2  | 0 | 0 | 0 | 0 | 2 | 0 | Liverpool FC          | CF         |
| 21  | Jordan Lukaku        | 25-07-1994    | 1  | 0 | 0 | 0 | 0 | 0 | 1 | KV Oostende           | LB         |
| 22  | Michy Batshuayi      | 02-10-1993    | 2  | 1 | 1 | 0 | 0 | 2 | 0 | Olympique Marseille   | CF         |
| 23  | Laurent Ciman        | 05-08-1985    | 1  | 0 | 0 | 0 | 0 | 0 | 1 | Montreal Impact       | CB, RB     |

### Wedstrijden
| Nr. | Land    | GW | W | G | V | DV | DT | DS | Ptn |
| --- | ------- | -- | - | - | - | -- | -- | -- | --- |
| 1   | Italië  | 3  | 2 | 0 | 1 | 3  | 1  | +2 | 6   |
| 2   | België  | 3  | 2 | 0 | 1 | 4  | 2  | +2 | 6   |
| 3   | Ierland | 3  | 1 | 1 | 1 | 2  | 4  | -2 | 4   |
| 4   | Zweden  | 3  | 0 | 1 | 2 | 1  | 3  | -2 | 1   |

#### Groepsfase
|                                               |        |                             |        |                                                                                           |
| 13 juni 2016 «onderlinge duels» 21:00 (UTC+2) | België | 0 – 2                       | Italië | Stade des Lumières, Lyon Toeschouwers: 55.408 Scheidsrechter: Mark Clattenburg (Engeland) |
| 13 juni 2016 «onderlinge duels» 21:00 (UTC+2) |        | 32' Giaccherini 90+2' Pellè |        | Stade des Lumières, Lyon Toeschouwers: 55.408 Scheidsrechter: Mark Clattenburg (Engeland) |

| België | Italië |

| België:        |    |                   |       |
|                |    |                   |       |
| GK             | 1  | Thibaut Courtois  |       |
| RB             | 23 | Laurent Ciman     | 75'   |
| CB             | 2  | Toby Alderweireld |       |
| CB             | 3  | Thomas Vermaelen  |       |
| LB             | 5  | Jan Vertonghen    | 90+1' |
| CM             | 4  | Radja Nainggolan  | 62'   |
| CM             | 6  | Axel Witsel       |       |
| RW             | 7  | Kevin De Bruyne   |       |
| AM             | 8  | Marouane Fellaini |       |
| LW             | 10 | Eden Hazard       |       |
| CF             | 9  | Romelu Lukaku     | 73'   |
| Wisselspelers: |    |                   |       |
| MF             | 14 | Dries Mertens     | 62'   |
| FW             | 17 | Divock Origi      | 73'   |
| MF             | 11 | Yannick Carrasco  | 75'   |
| Coach:         |    |                   |       |
| Marc Wilmots   |    |                   |       |

| Italië:        |    |                      |         |
|                |    |                      |         |
| GK             | 1  | Gianluigi Buffon     |         |
| CB             | 15 | Andrea Barzagli      |         |
| CB             | 19 | Leonardo Bonucci     | 78'     |
| CB             | 3  | Giorgio Chiellini    | 65'     |
| RM             | 6  | Antonio Candreva     |         |
| CM             | 18 | Marco Parolo         |         |
| DM             | 16 | Daniele De Rossi     | 78'     |
| CM             | 23 | Emanuele Giaccherini |         |
| LM             | 4  | Matteo Darmian       | 59'     |
| CF             | 9  | Graziano Pellè       |         |
| CF             | 17 | Éder                 | 75' 75' |
| Wisselspelers: |    |                      |         |
| DF             | 2  | Mattia De Sciglio    | 59'     |
| FW             | 11 | Ciro Immobile        | 75'     |
| MF             | 10 | Thiago Motta         | 78' 84' |
| Coach:         |    |                      |         |
| Antonio Conte  |    |                      |         |

Man van de wedstrijd:

 Emanuele Giaccherini

|                                               |                               |       |         |                                                                                              |
| 18 juni 2016 «onderlinge duels» 15:00 (UTC+2) | België                        | 3 – 0 | Ierland | Nouveau Stade Bordeaux, Bordeaux Toeschouwers: 39.493 Scheidsrechter: Cüneyt Çakır (Turkije) |
| 18 juni 2016 «onderlinge duels» 15:00 (UTC+2) | R. Lukaku 48', 70' Witsel 61' |       |         | Nouveau Stade Bordeaux, Bordeaux Toeschouwers: 39.493 Scheidsrechter: Cüneyt Çakır (Turkije) |

| België | Ierland |

| België:        |    |                   |     |
|                |    |                   |     |
| GK             | 1  | Thibaut Courtois  |     |
| RB             | 16 | Thomas Meunier    |     |
| CB             | 2  | Toby Alderweireld |     |
| CB             | 3  | Thomas Vermaelen  | 49' |
| LB             | 5  | Jan Vertonghen    |     |
| CM             | 19 | Mousa Dembélé     | 57' |
| CM             | 6  | Axel Witsel       |     |
| RW             | 11 | Yannick Carrasco  | 64' |
| AM             | 7  | Kevin De Bruyne   |     |
| LW             | 10 | Eden Hazard       |     |
| CF             | 9  | Romelu Lukaku     | 82' |
| Wisselspelers: |    |                   |     |
| MF             | 4  | Radja Nainggolan  | 57' |
| MF             | 14 | Dries Mertens     | 64' |
| FW             | 20 | Christian Benteke | 82' |
| Coach:         |    |                   |     |
| Marc Wilmots   |    |                   |     |

| Ierland:       |    |                 |     |
|                |    |                 |     |
| GK             | 23 | Darren Randolph |     |
| RB             | 2  | Séamus Coleman  |     |
| CB             | 4  | John O'Shea     |     |
| CB             | 3  | Ciaran Clark    |     |
| LB             | 17 | Stephen Ward    |     |
| RM             | 13 | Jeff Hendrick   | 42' |
| CM             | 6  | Glenn Whelan    |     |
| CM             | 8  | James McCarthy  | 62' |
| LM             | 19 | Robbie Brady    |     |
| AM             | 20 | Wes Hoolahan    | 72' |
| CF             | 9  | Shane Long      | 79' |
| Wisselspelers: |    |                 |     |
| FW             | 11 | James McClean   | 62' |
| MF             | 7  | Aiden McGeady   | 72' |
| FW             | 10 | Robbie Keane    | 79' |
| Coach:         |    |                 |     |
| Martin O'Neill |    |                 |     |

Man van de wedstrijd:

 Axel Witsel

|                                               |        |                |        |                                                                                    |
| 22 juni 2016 «onderlinge duels» 21:00 (UTC+2) | Zweden | 0 – 1          | België | Allianz Riviera, Nice Toeschouwers: 34.011 Scheidsrechter: Felix Brych (Duitsland) |
| 22 juni 2016 «onderlinge duels» 21:00 (UTC+2) |        | 84' Nainggolan |        | Allianz Riviera, Nice Toeschouwers: 34.011 Scheidsrechter: Felix Brych (Duitsland) |

| Zweden | België |

| Zweden:        |    |                    |     |
|                |    |                    |     |
| GK             | 1  | Andreas Isaksson   |     |
| RB             | 14 | Victor Lindelöf    |     |
| CB             | 3  | Erik Johansson     | 36' |
| CB             | 4  | Andreas Granqvist  |     |
| LB             | 5  | Martin Olsson      |     |
| RM             | 7  | Sebastian Larsson  | 70' |
| CM             | 8  | Albin Ekdal        | 33' |
| CM             | 9  | Kim Källström      |     |
| LM             | 6  | Emil Forsberg      | 82' |
| CF             | 11 | Marcus Berg        | 63' |
| CF             | 10 | Zlatan Ibrahimović |     |
| Wisselspelers: |    |                    |     |
| FW             | 20 | John Guidetti      | 63' |
| MF             | 21 | Jimmy Durmaz       | 70' |
| MF             | 22 | Erkan Zengin       | 82' |
| Coach:         |    |                    |     |
| Erik Hamrén    |    |                    |     |

| België:        |    |                   |       |
|                |    |                   |       |
| GK             | 1  | Thibaut Courtois  |       |
| RB             | 16 | Thomas Meunier    | 30'   |
| CB             | 2  | Toby Alderweireld |       |
| CB             | 3  | Thomas Vermaelen  |       |
| LB             | 5  | Jan Vertonghen    |       |
| CM             | 4  | Radja Nainggolan  |       |
| CM             | 6  | Axel Witsel       | 45+1' |
| RW             | 11 | Yannick Carrasco  | 71'   |
| AM             | 7  | Kevin De Bruyne   |       |
| LW             | 10 | Eden Hazard       | 90+3' |
| CF             | 9  | Romelu Lukaku     | 87'   |
| Wisselspelers: |    |                   |       |
| MF             | 14 | Dries Mertens     | 71'   |
| FW             | 20 | Christian Benteke | 87'   |
| FW             | 17 | Divock Origi      | 90+3' |
| Coach:         |    |                   |       |
| Marc Wilmots   |    |                   |       |

Man van de wedstrijd:

 Eden Hazard

#### Achtste finale
|                                               |           |                                                             |        |                                                                                         |
| 26 juni 2016 «onderlinge duels» 21:00 (UTC+2) | Hongarije | 0 – 4                                                       | België | Stadium Municipal, Toulouse Toeschouwers: 38.921 Scheidsrechter: Milorad Mažić (Servië) |
| 26 juni 2016 «onderlinge duels» 21:00 (UTC+2) |           | 10' Alderweireld 78' Batshuayi 80' E. Hazard 90+1' Carrasco |        | Stadium Municipal, Toulouse Toeschouwers: 38.921 Scheidsrechter: Milorad Mažić (Servië) |

| Hongarije | België |

| Hongarije:     |    |                   |         |
|                |    |                   |         |
| GK             | 1  | Gábor Király      |         |
| RB             | 2  | Ádám Lang         | 47'     |
| CB             | 23 | Roland Juhász     | 80'     |
| CB             | 20 | Richárd Guzmics   |         |
| LB             | 4  | Tamás Kádár       | 34'     |
| CM             | 8  | Ádám Nagy         |         |
| CM             | 10 | Zoltán Gera       | 46'     |
| RW             | 14 | Gergő Lovrencsics |         |
| AM             | 16 | Ádám Pintér       | 75'     |
| LW             | 7  | Balázs Dzsudzsák  |         |
| CF             | 9  | Ádám Szalai       | 90+2'   |
| Wisselspelers: |    |                   |         |
| MF             | 6  | Ákos Elek         | 46' 61' |
| FW             | 17 | Nemanja Nikolić   | 75'     |
| FW             | 13 | Dániel Böde       | 80'     |
| Coach:         |    |                   |         |
| Bernd Storck   |    |                   |         |

| België:        |    |                   |           |
|                |    |                   |           |
| GK             | 1  | Thibaut Courtois  |           |
| RB             | 16 | Thomas Meunier    |           |
| CB             | 2  | Toby Alderweireld |           |
| CB             | 3  | Thomas Vermaelen  | 67'       |
| LB             | 5  | Jan Vertonghen    |           |
| CM             | 4  | Radja Nainggolan  |           |
| CM             | 6  | Axel Witsel       |           |
| RW             | 14 | Dries Mertens     | 70'       |
| AM             | 7  | Kevin De Bruyne   |           |
| LW             | 10 | Eden Hazard       | 81'       |
| CF             | 9  | Romelu Lukaku     | 76'       |
| Wisselspelers: |    |                   |           |
| MF             | 11 | Yannick Carrasco  | 70'       |
| FW             | 22 | Michy Batshuayi   | 76' 89'   |
| MF             | 8  | Marouane Fellaini | 81' 90+2' |
| Coach:         |    |                   |           |
| Marc Wilmots   |    |                   |           |

Man van de wedstrijd:

 Eden Hazard

#### Kwartfinale
|                                              |                                           |       |                | |
| 1 juli 2016 «onderlinge duels» 21:00 (UTC+2) | Wales                                     | 3 – 1 | België         | Grand Stade Lille Métropole, Villeneuve-d'Ascq Toeschouwers: 45.936 Scheidsrechter: Damir Skomina (Slovenië) |
| 1 juli 2016 «onderlinge duels» 21:00 (UTC+2) | A. Williams 30' Robson-Kanu 55' Vokes 85' |       | 13' Nainggolan | Grand Stade Lille Métropole, Villeneuve-d'Ascq Toeschouwers: 45.936 Scheidsrechter: Damir Skomina (Slovenië) |

| Wales | België |

| Wales:         |    |                 |         |
|                |    |                 |         |
| GK             | 1  | Wayne Hennessey |         |
| CB             | 5  | James Chester   | 16'     |
| CB             | 6  | Ashley Williams |         |
| CB             | 4  | Ben Davies      | 5'      |
| RM             | 2  | Chris Gunter    | 24'     |
| CM             | 7  | Joe Allen       |         |
| CM             | 16 | Joe Ledley      | 78'     |
| LM             | 3  | Neil Taylor     |         |
| AM             | 10 | Aaron Ramsey    | 75' 90' |
| AM             | 11 | Gareth Bale     |         |
| FW             | 9  | Hal Robson-Kanu | 80'     |
| Wisselspelers: |    |                 |         |
| MF             | 8  | Andy King       | 78'     |
| FW             | 18 | Sam Vokes       | 80'     |
| DF             | 19 | James Collins   | 90'     |
| Coach:         |    |                 |         |
| Chris Coleman  |    |                 |         |

| België:        |    |                   |         |
|                |    |                   |         |
| GK             | 1  | Thibaut Courtois  |         |
| RB             | 16 | Thomas Meunier    |         |
| CB             | 2  | Toby Alderweireld | 85'     |
| CB             | 15 | Jason Denayer     |         |
| LB             | 21 | Jordan Lukaku     | 75'     |
| CM             | 4  | Radja Nainggolan  |         |
| CM             | 6  | Axel Witsel       |         |
| RW             | 11 | Yannick Carrasco  | 46'     |
| AM             | 7  | Kevin De Bruyne   |         |
| LW             | 10 | Eden Hazard       |         |
| CF             | 9  | Romelu Lukaku     | 83'     |
| Wisselspelers: |    |                   |         |
| MF             | 8  | Marouane Fellaini | 46' 59' |
| MF             | 14 | Dries Mertens     | 75'     |
| FW             | 22 | Michy Batshuayi   | 83'     |
| Coach:         |    |                   |         |
| Marc Wilmots   |    |                   |         |

Man van de wedstrijd:

 Hal Robson-Kanu

KBVB · A-internationals · Selecties · Statistieken · Bondscoaches · Belgisch vrouwenelftal · Olympisch elftal · België U21 · België U20 · België U19 · België U18 · België U17 · België U16 · Vrouwen U19 · Vrouwen U17
Albanië ·
Algerije ·
Andorra ·
Argentinië ·
Armenië ·
Australië ·
Azerbeidzjan ·
Bosnië en Herzegovina · 
Brazilië ·
Bulgarije ·
Burkina Faso ·
Canada ·
Chili ·
Colombia ·
Costa Rica ·
Cyprus ·
DDR ·
Denemarken ·
Duitsland ·
Egypte ·
El Salvador ·
Engeland ·
Estland ·
Faeröer ·
Finland ·
Frankrijk ·
Gabon ·
Gibraltar ·
Griekenland ·
Hongarije ·
Ierland ·
IJsland ·
Irak ·
Israël ·
Italië ·
Ivoorkust ·
Japan ·
Joegoslavië ·
Kazachstan ·
Kroatië · 
Letland ·
Litouwen ·
Luxemburg ·
Malta ·
Marokko ·
Mexico ·
Montenegro · 
Nederland ·
Noord-Ierland ·
Noord-Macedonië ·
Noorwegen ·
Oekraïne ·
Oostenrijk ·
Panama · 
Paraguay ·
Peru ·
Polen ·
Portugal ·
Qatar ·
Roemenië ·
Rusland ·
San Marino ·
Saoedi-Arabië ·
Schotland ·
Servië ·
Servië en Montenegro ·
Slovenië ·
Slowakije ·
Sovjet-Unie ·
Spanje ·
Tsjechië ·
Tsjecho-Slowakije ·
Tunesië · 
Turkije · 
Uruguay · 
Verenigde Staten · 
Wales · 
Wit-Rusland ·
Zambia · 
Zuid-Korea · 
Zweden · 
Zwitserland
Algerije (2014) ·
Argentinië (2014) · 
Brazilië (2018) · 
Canada (2022) · 
Denemarken (2021) · 
Engeland (2018, 1) · 
Engeland (2018, 2) · 
Finland (2021) · 
Frankrijk (1904) ·
Frankrijk (2018) · 
Ierland (2016) · 
Italië (2016) · 
Italië (2021) · 
Japan (2018) · 
Kroatië (2022) · 
Marokko (2022) · 
Nederland (1985) · 
Panama (2018) ·
Polen (1982) · 
Portugal (2021) · 
Rusland (2014) · 
Rusland (2021) · 
Sovjet-Unie (1982) · 
Tunesië (2018) · 
Verenigde Staten (2014) ·
West-Duitsland (1980) · 
Zuid-Korea (2014)